# چک لپ کوک
چک لپ کوک (به لاتین: Chek Lap Kok) یک منطقهٔ مسکونی در جمهوری خلق چین است که در هنگ کنگ واقع شده‌است. چک لپ کوک ۳٫۰۲ کیلومتر مربع مساحت دارد.